# Matteo Centurioni
Matteo Centurioni (Venezia, 8 maggio 1974) è un allenatore di calcio ed ex calciatore italiano, di ruolo difensore,  vice allenatore del Treviso.

## Carriera

### Giocatore
Inizia la carriera nelle giovanili della Venezia in Serie B nella stagione 1992-1993. Viene quindi girato in prestito ai dilettanti del Corsico nella stagione successiva per poi tornare a Venezia l'anno seguente dove esordisce nei professionisti e disputa 6 incontri.
Nel 1995 passa al Lecce in Serie C1, con il quale conquista la doppia promozione dalla Serie C alla Serie A collezionando 33 presenze nell'arco dei due anni.
Nel 1997 viene acquistato dal Cagliari, squadra con la quale vince nuovamente la Serie B e disputa nel 1998-1999 la sua prima stagione in Serie A, dove esordisce il 18 ottobre 1998 in Cagliari-Milan (1-0).
Nel 1999 passa al Treviso, con cui disputa cinque campionati (tre in Serie B e due in Serie C1), vincendo nuovamente, nella stagione 2002-2003, il campionato di Serie C1. In cinque anni con i trevigiani colleziona 149 presenze segnando 5 gol.
Nel 2004 viene acquistato dal Modena disputandovi tre stagioni e sfiorando per due anni consecutivi la promozione in Serie A, sotto la guida di mister Stefano Pioli. In tutto colleziona 88 presenze segnando 4 gol.
Nel 2007 passa al Ravenna dove gioca 4 incontri in Serie B.
Nel gennaio 2008 si trasferisce al Novara, dove tra il 2010 e il 2011 è tra gli artefici della doppia promozione dalla Lega Pro Prima Divisione alla Serie A. Nella prima parentesi in Serie C1 gioca da titolare in coppia con Carlalberto Ludi mentre nella seconda stagione di Lega Pro Prima Divisione si alterna con Andrea Lisuzzo e lo stesso Ludi. In Serie B scende in campo 27 volte segnando un gol nella vittoria di Crotone a poche giornate dalla fine. Gioca inoltre da titolare i vittoriosi play-off che portano il Novara nuovamente in Serie A.
In Serie A gioca la sua ultima stagione da professionista riuscendo a collezionare 22 presenze e il 13 maggio 2012, dopo la partita a San Siro Milan-Novara, annuncia il suo ritiro dal calcio giocato per dedicarsi alla carriera da allenatore.

### Allenatore
La stagione seguente si unisce allo staff del Novara come collaboratore tecnico. Nel luglio 2013 gli viene affidata la panchina dei Giovanissimi Regionali del Novara. La stagione seguente passa ad allenare gli Allievi Nazionali dell'Udinese.
Dopo aver allenato gli Under 15 del Venezia, il 7 luglio 2017 diventa il nuovo allenatore della Berretti del Padova.
Il 17 marzo 2019 viene chiamato ad allenare il Padova in sostituzione di Pierpaolo Bisoli, debuttando nei professionisti.
Il 7 giugno 2019 viene annunciato come nuovo tecnico della Luparense Football Club, squadra neo promossa in Serie D.
Il 16 settembre viene esonerato e sostituito da Enrico Cunico.
Il 4 febbraio 2020, ritorna sulla panchina della Luparense proprio al posto del dimissionario Cunico; ricopre l'incarico fino alla sospensione dei tornei dovuta alla pandemia di Covid.
Il 15 marzo 2022 subentra a Pierpaolo D'Este sulla panchina dello Spinea, che occupa la penultima posizione della classifica nel girone C di Serie D. Nonostante la retrocessione in Eccellenza, viene confermato per la stagione 2022-2023. Dopo un avvio stentato,viene esonerato il 6 dicembre seguente e sostituito da Matteo Vianello.
Nel luglio del 2023, è stato nominato nuovo allenatore della formazione Under-18 del Parma.
Il 22 luglio 2024, è stato ufficialmente ingaggiato come tecnico della Primavera della Reggiana.
L' 8 luglio 2025 segue Edoardo Gorini al Treviso, squadra di Serie D, dove ricoprirà il ruolo di Vice allenatore.

## Statistiche

### Presenze e reti nei club
| Stagione        | Squadra         | Campionato      | Campionato | Campionato | Coppe nazionali | Coppe nazionali | Coppe nazionali | Coppe continentali | Coppe continentali | Coppe continentali | Altre coppe | Altre coppe | Altre coppe | Totale | Totale | Totale |
| Stagione        | Squadra         | Comp            | Pres       | Reti       | Comp            | Pres            | Reti            | Comp               | Pres               | Reti               | Comp        | Pres        | Reti        | Pres   | Reti   |        |
| --------------- | --------------- | --------------- | ---------- | ---------- | --------------- | --------------- | --------------- | ------------------ | ------------------ | ------------------ | ----------- | ----------- | ----------- | ------ | ------ | ------ |
| 1993-1994       | Corsico         | CND             | 32         | 1          | CID             | ?               | ?               | -                  | -                  | -                  | -           | -           | -           | 32+    | 1+     |        |
| 1994-1995       | Venezia         | B               | 6          | 0          | CI              | 0               | 0               | -                  | -                  | -                  | -           | -           | -           | 6      | 0      |        |
| 1995-1996       | Lecce           | C1              | 17         | 0          | CI+CISC         | 3+?             | 0+?             | -                  | -                  | -                  | -           | -           | -           | 20+    | 0+     |        |
| 1996-1997       | Lecce           | B               | 16         | 0          | CI              | 1               | 0               | -                  | -                  | -                  | -           | -           | -           | 17     | 0      |        |
| Totale Lecce    | Totale Lecce    | Totale Lecce    | 33         | 0          |                 | 4+              | 0+              |                    | -                  | -                  |             | -           | -           | 37+    | 0+     |        |
| 1997-1998       | Cagliari        | B               | 14         | 0          | CI              | 2               | 0               | -                  | -                  | -                  | -           | -           | -           | 16     | 0      |        |
| 1998-1999       | Cagliari        | A               | 9          | 0          | CI              | 2               | 0               | -                  | -                  | -                  | -           | -           | -           | 11     | 0      |        |
| Totale Cagliari | Totale Cagliari | Totale Cagliari | 23         | 0          |                 | 4               | 0               |                    | -                  | -                  |             | -           | -           | 27     | 0      |        |
| 1999-2000       | Treviso         | B               | 32         | 0          | CI              | 3               | 0               | -                  | -                  | -                  | -           | -           | -           | 35     | 0      |        |
| 2000-2001       | Treviso         | B               | 29         | 0          | CI              | 1               | 0               | -                  | -                  | -                  | -           | -           | -           | 30     | 0      |        |
| 2001-2002       | Treviso         | C1              | 27+1       | 1+1        | CI+CISC         | 1+?             | 0+?             | -                  | -                  | -                  | -           | -           | -           | 29+    | 2+     |        |
| 2002-2003       | Treviso         | C1              | 23         | 0          | CI+CISC         | 3+?             | 0+?             | -                  | -                  | -                  | SCC1        | 2           | 0           | 28+    | 0+     |        |
| 2003-2004       | Treviso         | B               | 37         | 4          | CI              | 1               | 0               | -                  | -                  | -                  | -           | -           | -           | 38     | 4      |        |
| Totale Treviso  | Totale Treviso  | Totale Treviso  | 149        | 6          |                 | 9+              | 0+              |                    | -                  | -                  |             | 2           | 0           | 160+   | 6+     |        |
| 2004-2005       | Modena          | B               | 34         | 3          | CI              | 1               | 0               | -                  | -                  | -                  | -           | -           | -           | 35     | 3      |        |
| 2005-2006       | Modena          | B               | 31+1       | 0+0        | CI              | 1               | 0               | -                  | -                  | -                  | -           | -           | -           | 33     | 0      |        |
| 2006-2007       | Modena          | B               | 23         | 1          | CI              | 3               | 0               | -                  | -                  | -                  | -           | -           | -           | 26     | 1      |        |
| Totale Modena   | Totale Modena   | Totale Modena   | 89         | 4          |                 | 5               | 0               |                    | -                  | -                  |             | -           | -           | 94     | 4      |        |
| 2007-gen. 2008  | Ravenna         | B               | 4          | 0          | CI              | 1               | 0               | -                  | -                  | -                  | -           | -           | -           | 5      | 0      |        |
| gen.-giu. 2008  | Novara          | C1              | 10         | 0          | CISC            | 0               | 0               | -                  | -                  | -                  | -           | -           | -           | 10     | 0      |        |
| 2008-2009       | Novara          | LP1             | 23         | 2          | CI+CILP         | 2+2             | 0+0             | -                  | -                  | -                  | -           | -           | -           | 27     | 2      |        |
| 2009-2010       | Novara          | LP1             | 14         | 1          | CI+CILP         | 4+1             | 0+0             | -                  | -                  | -                  | SCLP        | 1           | 0           | 20     | 1      |        |
| 2010-2011       | Novara          | B               | 27+3       | 1+0        | CI              | 1               | 0               | -                  | -                  | -                  | -           | -           | -           | 31     | 1      |        |
| 2011-2012       | Novara          | A               | 22         | 0          | CI              | 2               | 0               | -                  | -                  | -                  | -           | -           | -           | 24     | 0      |        |
| Totale Novara   | Totale Novara   | Totale Novara   | 99         | 4          |                 | 12              | 0               |                    | -                  | -                  |             | 1           | 0           | 112    | 4      |        |
| Totale carriera | Totale carriera | Totale carriera | 435        | 15         |                 | 35+             | 0+              |                    | -                  | -                  |             | 3           | 0           | 473+   | 15+    |        |

### Statistiche da allenatore
Statistiche aggiornate al 30 giugno 2022.
| Stagione        | Squadra         | Campionato      | Campionato | Campionato | Campionato | Campionato | Coppe nazionali | Coppe nazionali | Coppe nazionali | Coppe nazionali | Coppe nazionali | Coppe continentali | Coppe continentali | Coppe continentali | Coppe continentali | Coppe continentali | Altre coppe | Altre coppe | Altre coppe | Altre coppe | Altre coppe | Totale | Totale | Totale | Totale | % Vittorie | Piazzamento       |
| Stagione        | Squadra         | Comp            | G          | V          | N          | P          | Comp            | G               | V               | N               | P               | Comp               | G                  | V                  | N                  | P                  | Comp        | G           | V           | N           | P           | G      | V      | N      | P      | %          | Piazzamento       |
| --------------- | --------------- | --------------- | ---------- | ---------- | ---------- | ---------- | --------------- | --------------- | --------------- | --------------- | --------------- | ------------------ | ------------------ | ------------------ | ------------------ | ------------------ | ----------- | ----------- | ----------- | ----------- | ----------- | ------ | ------ | ------ | ------ | ---------- | ----------------- |
| mar.-giu. 2019  | Padova          | B               | 8          | 1          | 5          | 2          | CI              | -               | -               | -               | -               | -                  | -                  | -                  | -                  | -                  | -           | -           | -           | -           | -           | 8      | 1      | 5      | 2      | 12,50      | Sub., 18º (retr.) |
| 2019-2020       | Luparense       | D               | 6          | 1          | 3          | 2          | CI-D            | 1               | 0               | 1               | 0               | -                  | -                  | -                  | -                  | -                  | -           | -           | -           | -           | -           | 7      | 1      | 4      | 2      | 14,29      | Eson., Sub., 10º  |
| mar.-giu. 2022  | Spinea          | D               | 10         | 3          | 2          | 5          | CI-D            | -               | -               | -               | -               | -                  | -                  | -                  | -                  | -                  | -           | -           | -           | -           | -           | 10     | 3      | 2      | 5      | 30,00      | Sub., 16º (retr.) |
| Totale carriera | Totale carriera | Totale carriera | 24         | 5          | 10         | 9          |                 | 1               | 0               | 1               | 0               |                    | -                  | -                  | -                  | -                  |             | -           | -           | -           | -           | 25     | 5      | 11     | 9      | 20,00      |                   |

## Palmarès

### Giocatore
- Serie C1: 2

Lecce: 1995-1996 (Girone B)
Treviso: 2002-2003 (Girone A)
- Campionato di Lega Pro Prima Divisione: 1

Novara: 2009-2010
- Supercoppa di Lega Serie C1: 1

Treviso: 2003
- Supercoppa di Lega di Prima Divisione: 1

Novara: 2010